# Nick Hamm
Pour les articles homonymes, voir Hamm (homonymie).
Nick Hamm né en 1957 à Belfast en Irlande du Nord est un réalisateur et producteur britannique.

## Biographie
Nick Hamm est un réalisateur de cinéma et un metteur en scène de théâtre, très réputé en Grande-Bretagne. Il a été metteur en scène résident de la Royal Shakespeare Company de 1983 à 1988. Il a également été directeur artistique de la Sadler's Wells Theatre Company. 
En 1989, il passe à la télévision en réalisant The Bottom Line, un documentaire sur la crise de la culture avec entre autres Arthur Miller et Dustin Hoffman. En 1992, son film de 30 minutes "The Harmfulness of tobacco" remporte le British Academy of Film and Television Arts Award du meilleur court-métrage.
En 1998, il réalise son premier film au cinéma, intitulé Talk of Angels, une histoire d'amour épique sur fond de guerre civile espagnole interprétée par Vincent Pérez et Polly Walker. Il est également à l'origine du film Godsend, expérience interdite produit en 2004.

## Filmographie

### Cinéma
- 1991 : The Harmfulness of Tobacco
- 1998 : Martha, Frank, Daniel et Lawrence (Martha, Meet Frank, Daniel and Laurence)
- 1998 : Talk of Angels
- 2001 : The Hole (After the Hole)
- 2004 : Godsend, expérience interdite (Godsend)
- 2011 : Killing Bono
- 2016 : The Journey (en)
- 2018 : Driven
- 2025 : William Tell

### Télévision
- 1989 : The Bottom Line (documentaire)
- 1990 : The Bill (série télévisée) - 2 épisodes
- 1991 : The Play on One
- 1992 : Soldier Soldier (série télévisée) - 3 épisodes
- 1993 : Micky Love
- 1993 : Briefest Encounter
- 1993 : Dancing Queen

### Comme producteur / producteur exécutif
- 2008 : Fresh! d'Andy DeEmmony (série télévisée)